# ريبون (جزيرة)
جزيرة ريبون (بالإنجليزية: Rebun Island) هي جزيرة تابعة لـ اليابان تقع في شرق آسيا في أرخبيل الأرخبيل الياباني. يبلغ عدد سكانها 3,194 نسمة (بكثافة 39.3 شخص لكل كيلومتر مربع) وذلك حسب إحصائيات سنة 2007-12-31. يبلغ ارتفاعها عن سطح البحر قرابة 490.0 متر. تبلغ مساحتها 80 كم². أعلى قمة فيها قمة ريبون.